# Їржі Берковець
Їржі Берковець (чеськ. Jiří Berkovec, 22 липня 1922, Плзень — 11 листопада 2008, Прага) — чеський музикознавець, композитор, педагог, письменник-фантаст.

## Біографія
Їржі Берковець народився у Плзені. Після закінчення школи він закінчив факультет мистецтв Карлового університету за спеціальностями музикознавство, філософія і психологія. У 1948 році він закінчив Празьку консерваторію. З 1949 до 1965 року він працював на Чехословацькому радіо. У 1952—1957 році він також паралельно був викладачем кафедри музичного мистецтва Карлового університету. з 1965 до 1976 року Їржі Берковець працював у студії звукозапису «Supraphon». З 1976 до 1982 року Їржі Берковець працював у Празькому театральному інституті. Він також був почесним членом Товариства Яна Якуба Риба в Рожміталі. Помер Їржі Берковець у 2008 році, похований на Ольшанському цвинтарі.

## Творча діяльність
Їржі Берковець за час своєї тривалої творчої діяльності написав низку книг, найбільше надаючи увагу творам із історії музики Чехії. Він є автором творів про чеських діячів музики минулого, зокрема про Антоніна Дворжака. Їржі Берковець також написав кілька науково-фантастичних оповідань, які вийшли друком у його збірці «Операція Ліра» (чеськ. Akce Lyra), одне з яких — «Аутосонідо» — пізніше було екраніоване. Збірка перекладена також українською мовою. Сам автор вважав свої науково-фантастичні твори другорядною справою, основним вважаючи музичну творчість.

## Творчість

### Книги
- Операція «Ліра» (чеськ. Akce Lyra, 1966)
- Антонін Дворжак (чеськ. Antonín Dvořák, 1969)
- Життя, повне музики. Історія Антоніна Дворжака (чеськ. Život plný hudby. Vyprávění o Antonínu Dvořákovi, 1986)

### Музичні твори
- Кракатит (чеськ. Krakatit, 1961, лібретто і музика до опери)
- Космічна ракета (чеськ. Kosmická raketa, 1961, оркестрова фантазія, що транслювалась по радіо)
- Ми летимо до зірок (чеськ. Letíme ke hvězdám, 1962, радіокантата)
- Кафе «Біля кам'яного стола» (чеськ. Hostinec U kamenného stolu, 1972, музика до опери)
- Ключ (чеськ. Klíč, 1997, лібретто і музика до опери)